# Zwarte knoopjeskorst
Zwarte knoopjeskorst (Bacidina egenula) is een korstmos uit de familie Ramalinaceae. Hij leeft in symbiose met een chlorococcoïde alg. Hij komt voor op steen.

## Kenmerken
Het thallus is korstvormig en grijs- of bruingroen van kleur met lichtgroene sorediën. De apotheciën zijn vlak of licht convex, 0,2 tot 0,6(-0,8) mm in diameter en bruin of lichtblauw van kleur.
De ascus is achtsporig. De ascosporen zijn naaldvormig, hyaliene, 3- tot 7-septaat en meten 13-42 × 1,5-2,5 µm. De pynidiën zijn verzonken in het thallus.

## Verspreiding
Zwarte knoopjeskorst komt voor in Europa, Noord-Amerika en Azië. In Nederland is de soort vrij zeldzaam. Hij staat niet op de Nederlandse Rode Lijst en is niet bedreigd. 